# Phloeomys pallidus
Phloeomys pallidus là một loài động vật có vú trong họ Chuột, bộ Gặm nhấm. Loài này được Nehring mô tả năm 1890.
Loài này sinh sống ở bắc và trung bộ Luzon, Philippines.

## Hình ảnh

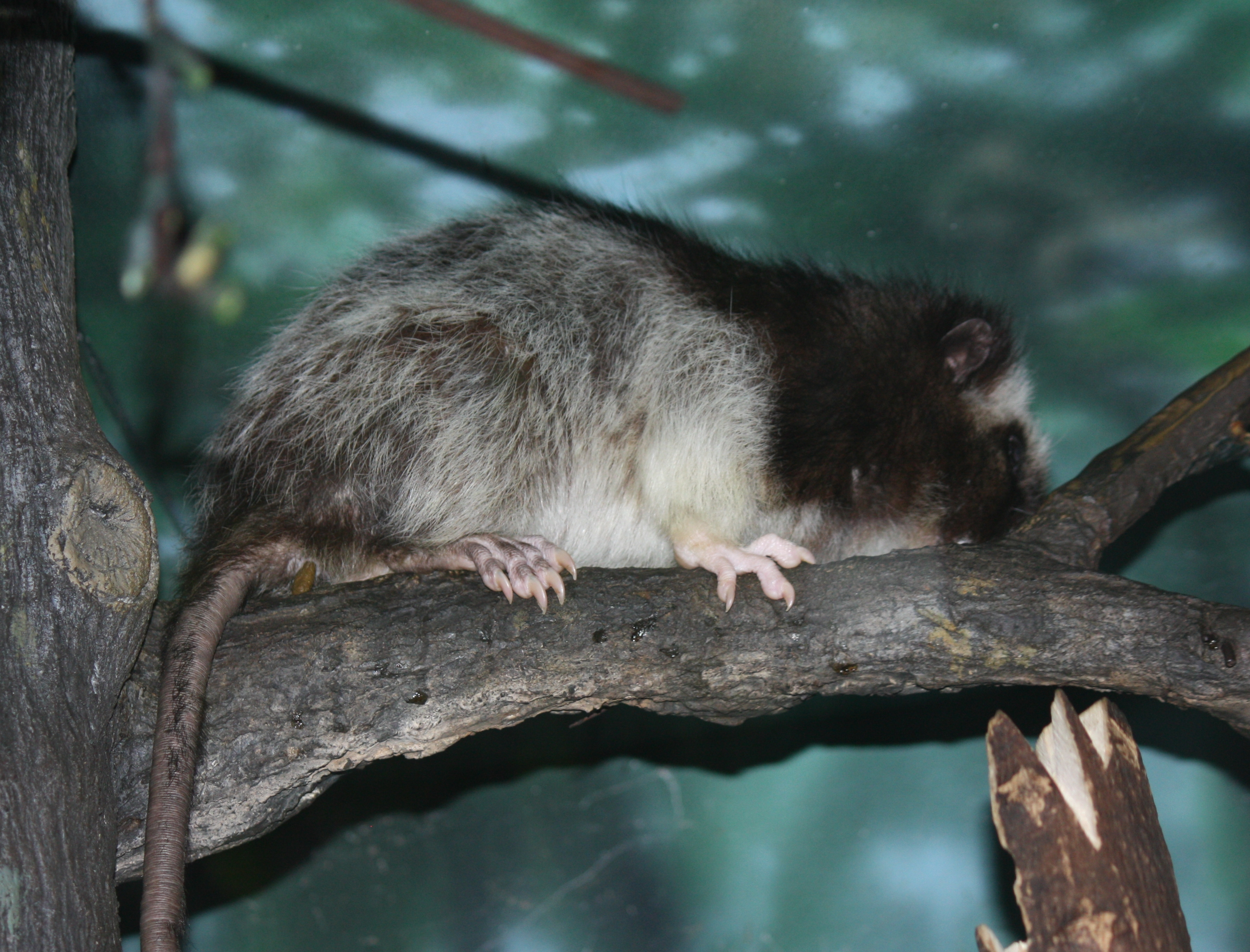
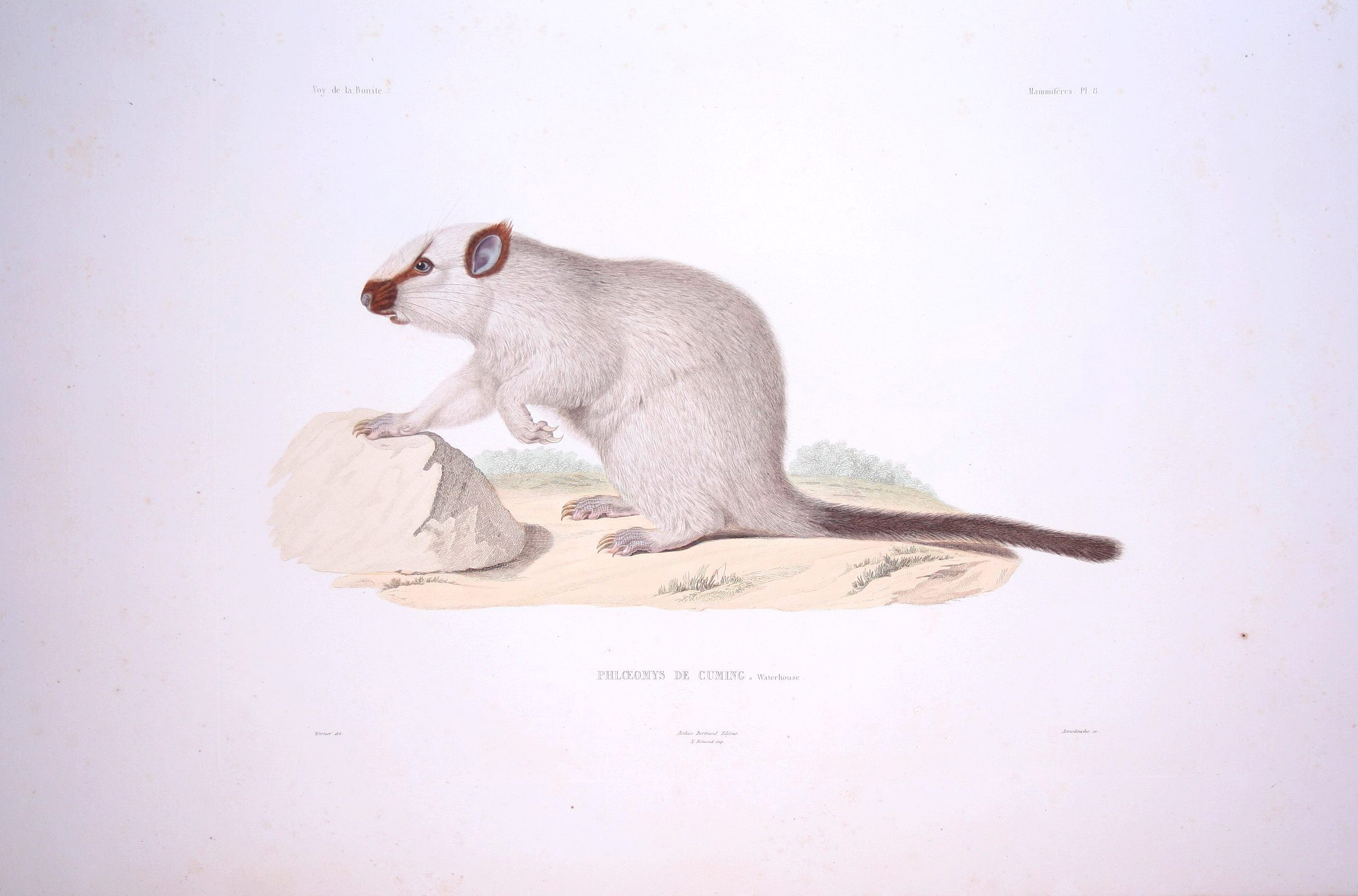
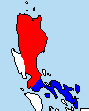